# Synthlipsis
Synthlipsis là chi thực vật có hoa trong họ Cải.